# Sokoro, Coasta de Fildeș
Sokoro este o comună din departamentul Minignan, regiunea Folon, Coasta de Fildeș.